# Miloš Kirschner
Miloš Kirschner (16. března 1927 Praha-Libeň – 2. července 1996 Praha) byl český loutkář, herec, zpěvák, dlouholetý ředitel a hlavní interpret Divadla Spejbla a Hurvínka.

## Osobní život
Od roku 1946 studoval mezinárodní právo na Právnické fakultě Univerzity Karlovy a plánoval i studie mezinárodního práva na Université de Bourgogne ve francouzském Dijonu. Po únoru 1948 se však zapojil do protikomunistického odboje vydáváním časopisu Pochodeň, načež byl v roce 1949 vyloučen ze studií a v rámci Procesu s libeňskými rozvratníky odsouzen k trestu odnětí svobody. Po uplynutí krátkého trestu nastoupil na vojnu u Pomocných technických praporů (PTP).
Byl celkem třikrát ženatý a zplodil pět dětí. V jeho činnosti pro DSH pokračuje 

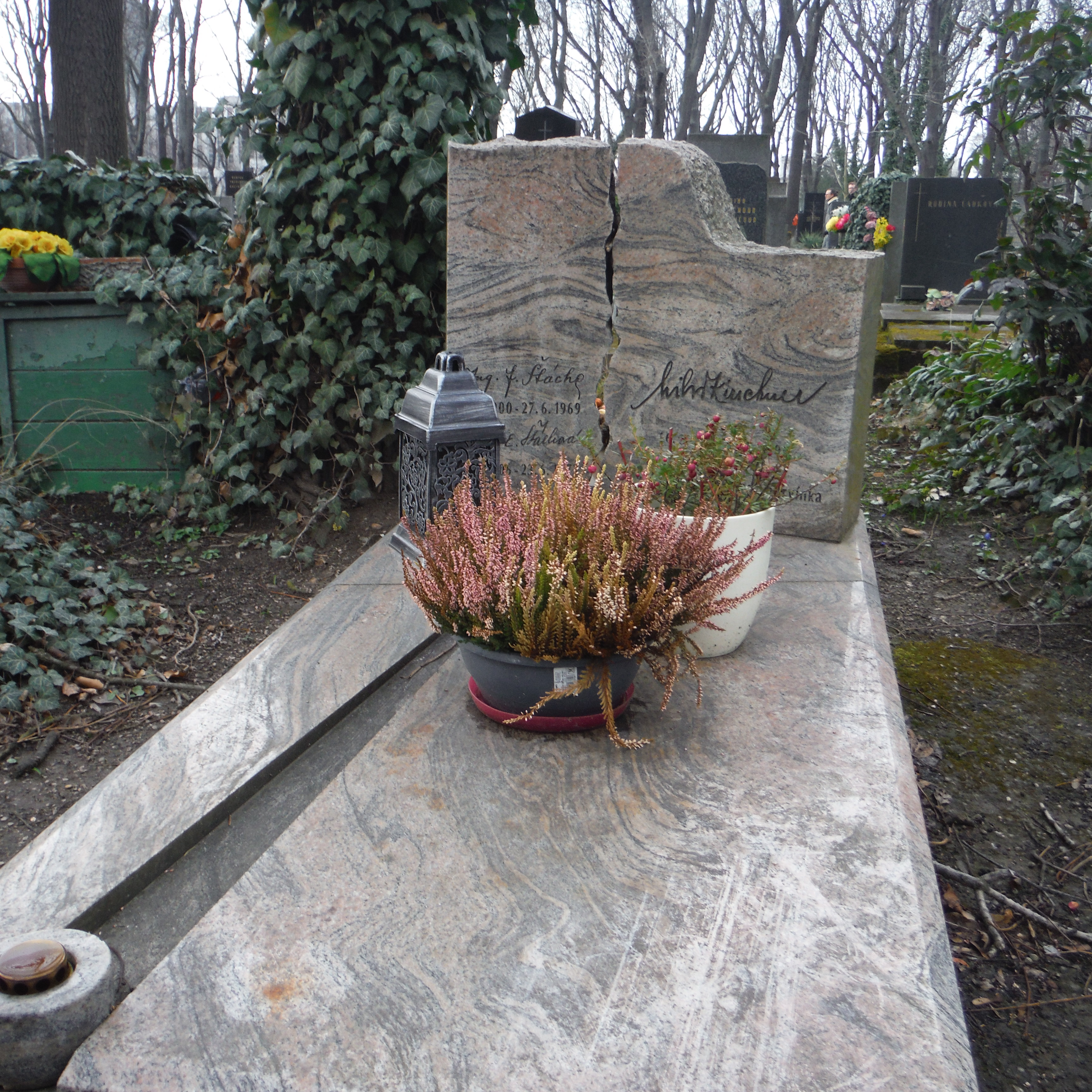
Hrob Miloše Kirschnera na Olšanských hřbitovech

Je pohřben se svou třetí manželkou Helenou Štáchovou na Olšanských hřbitovech.

## Umělecká kariéra
Již Kirschnerův otec byl nadšený amatérský loutkář, ale on sám zpočátku jeho nadšení nesdílel. Když však ve svých 14 letech interpretoval řadu hlasů loutkového představení v rodné Libni, všiml si jeho loutkovodičského i hlasového talentu náhodně přítomný Josef Skupa a byl ihned ochotný ho angažovat, což mladý Kirschner tehdy odmítl. Když však po ukončení vojenské služby v roce 1951 nemohl sehnat práci, oslovil právě Skupu, který mezitím vstoupil do KSČ a se svým souborem se přestěhoval z Plzně do Prahy, kde založil Divadla Spejbla a Hurvínka (DSH). Skupa byl s Kirschnerovými uměleckými schopnostmi opět spokojen, ale v nové době podléhala personální politika úřednímu schvalování a úřednice kádrového oddělení Skupovu žádost o přijetí Kirschnera do souboru roztrhala s tím, ať si Skupa dělá loutkové divadlo s mrzáky a že fyzicky zdatný člověk patří do dolů. Skupův věhlas i stranická moc však byly silnější než hlas kádrovačky a Kirschner tak byl v roce 1951 angažován v DSH.
Divadlo v té době spíše stagnovalo, protože ředitel Skupa se potýkal se stále vážnějšími nemocemi a neměl sílu ani chuť vymýšlet nová představení nebo absolvovat větší zájezdová turné, byl i částečně znechucen a vyčerpán společenskými změnami. Angažování činorodého Kirschnera tak bylo pro Skupu výraznou osobní i profesní výpomocí a postupně mu předával svoje role. Kirschner projevil svoje lingvistické schopnosti a začal se učit role Spejbla a Hurvínka (S+H) i v cizích jazycích – do té doby postavy mluvily prakticky jen česky, Skupova představení se v zahraničí omezovala spíše na loutkovodičskou činnost. V roce 1953 pak Skupa ležel po infarktu v nemocnici a Kirschner (dosud vystupující téměř anonymně) za něj převzal zájezdové představení v Rumunsku. Cestou se dokázal naučit několik vět v rumunštině a jakmile Hurvínek při představení v Bukurešti promluvil rumunsky, vyvolalo to nadšené ovace. Tento úspěch přesvědčil Skupu, že Kirschnerovi může divadlo s klidným svědomí svěřit, a postupně mu začal dávat přednost zejména v hlasově náročných rolích s Hurvínkovou fistulí. Roku 1956 pak Skupa na představení v Plzni obecenstvu oficiálně oznámil, že Kirschner je jeho uměleckým nástupcem, a vydal k tomu i umělecký dekret následujícího znění: „Oznamuji maminkám a tatínkům, a všem dospělým našim návštěvníkům, že pro hru se Spejblem a Hurvínkem našel jsem konečně důstojného svého nástupce.“.
V lednu 1957 Skupa zemřel a Kirschner se stal nejdůležitější osobou DSH. Řada diváků i pracovníků se v té době domnívala, že DSH by mělo po Skupově smrti skončit. Kirschner je však svou činností přesvědčil, že naopak bude záhodno v činnosti DSH pokračovat. Začal psát nové divadelní hry, ve kterých naplno rozvinul (Skupou započatý) systém slovních hříček, generačních sporů i situační komiky.
Stalo se samozřejmostí, že DSH jezdilo na zahraniční zájezdy s programem v jazyce cílové země – Kirschner pro tyto příležitosti kontrahoval i rodilé mluvčí a rétorické korepetitory, díky kterým repliky Spejbla, Hurvínka i dalších postav dosáhly dokonalosti v celkem 18 jazycích. Inteligence Kirschnerovy tvorby šla tak daleko, že před zájezdem studoval reálie cílových zemí včetně soudobého dění, a při představeních tak mohl pronášet i nečekané reakce a komentáře na téma společenských událostí v zemi, popřípadě na dění v sále. DSH se tak stalo žádaným vývozním artiklem československé kultury, a to včetně nesocialistických zemí. Nakonec se Kirschnerova představení DSH v průběhu za 44 let uskutečnila v celkem 30 státech světa.
Společenská konvence té doby, kdy měla KSČ ústavně garantovanou „vedoucí úlohu“ v řízení státu, však vedla k zákulisnímu tlaku na Kirschnera, aby se stal členem strany také. Odolával až do chvíle, kdy mu na zájezdu do Sovětského svazu uspořádali funkcionáři KSČ a KSSS slavnostní akt v Moskvě a veřejně mu tam předali členský průkaz KSČ na jeho jméno. Všem včetně Kirschnera bylo jasné, že odmítnutí by bylo bráno jako manifestace nepřátelského postoje a že by tím nastal okamžitý konec Kirschnerovy kariéry i celého divadla. Tím, že průkaz přijal, si naopak pojistil další možnost pracovat a v roce 1966 byl oficiálně jmenován ředitelem DSH. Uvnitř československé společnosti však došlo k opačnému extrému a DSH začalo být některými umělci v Československu považováno za „rudé“ divadlo. Paradoxně taková pověst znamenala, že Kirschner mohl v DSH bez větších problémů angažovat i lidi, kteří s vládním režimem měli problémy, a také si mohl dovolit poměrně ostrou společenskou satiru (včetně představení v televizi).
Od poloviny 60. let tak divadlo pod Kirschnerovým vedením procházelo stálým rozvojem, nastaly inovace jevištní i tematické a charakter dvojice S+H se dále vyvíjel. Hurvínkovu klukovskou roli doplnili přihlouplá Mánička a vychytralý foxteriér Žeryk už v roce 1930, ale mudrlantskému Spejblovi začala dělat společnost moudrá paní Kateřina až v roce 1971.
Kirschner psal odborné články, scénáře a divadelní hry, při tvorbě spolupracoval i s externími autory (řadu představení a scének napsal například František Nepil. Byl spoluautorem několika knih na téma S+H. Řadu příhod Spejbla a Hurvínka uplatnil při tvorbě dvou sérií Večerníčků. Mnohá představení divadla byla zaznamenána na zvukové nosiče (gramofonové desky, magnetofonové kazety i kompaktní disky), pro které zkomponoval i tematická alba (o slušném chování, o dopravních předpisech, o první pomoci aj). Kromě divadla vystupoval v televizi a v rozhlase. Taktéž hrál ve filmech, které se natáčely v Československu i v zahraničí.
Rozšiřování repertoáru a poptávka diváků vedly k potřebě nalézt vhodného zástupce, popřípadě pozdějšího nástupce. V roce 1974 poprvé Kirschnera při představení doplnil (tehdy sedmnáctiletý) Martin Klásek, který nakonec začal Kirschnera pravidelně alternovat v roce 1982 a v roce 1990 se stal uměleckým ředitelem DSH, přičemž pro S+H už psal vlastní hry a scénky. Po Kirschnerově smrti se Klásek stal roku 1996 jediným interpretem S+H, do funkce ředitele DSH nastoupila Helena Štáchová.

## Ocenění
Za svou uměleckou práci obdržel Kirschner státní tituly zasloužilý umělec a národní umělec (1987, u příležitosti životního jubilea).
U vydavatelství Supraphon získal Zlatou desku za 250 000 ks prodaných cizojazyčných alb v zahraničí, další Zlatou desku za 1 milion ks alb prodaných v Československu a nakonec Platinovou desku za 1 200 000 ks alb.
V Japonsku dostal vítězný pohár za zásluhy o rozvoj loutkového divadla. Ve Spojených státech amerických byl jmenován čestným členem amerických loutkářů a uváděn ve světové encyklopedii "Who's Who in the World".

## Galerie

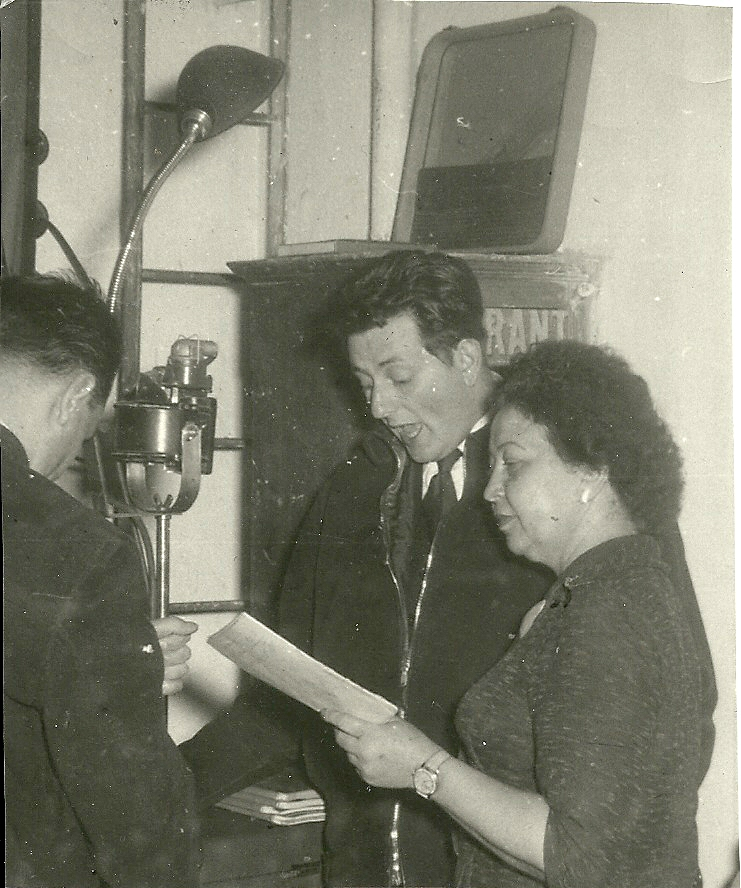
Božena Weleková, Miloš Kirschner a František Flajšhans
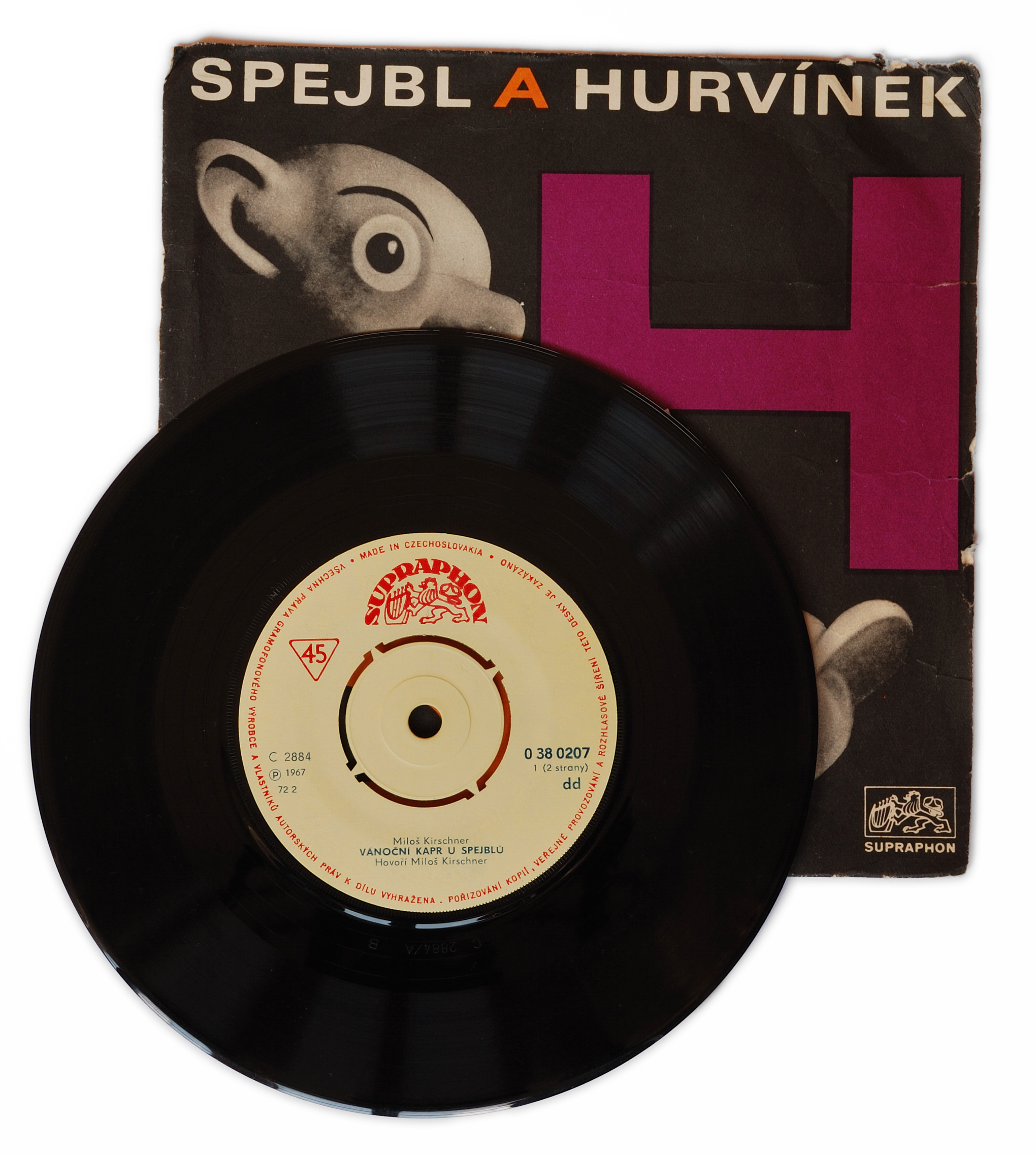
Nejčastěji příběhy vycházely na gramofonových deskách

## Diskografie
diskografie není úplná
- 2004 Dobrý večer s Waldemarem – FR, CD – 10. Ach ta láska nebeská – Waldemar Matuška & Miloš Kirschner & Helena Štáchová